# Разсъждение
Разсъждението е последователен ред от мисли, следващи в причинно-следствена връзка една от друга, които водят до умозаключение  в контекста на определена тема или положение. Мислите са изложени по един последователен начин.
В логиката разсъждението има двуяко значение – общо и специално.
В най-общ смисъл разсъждението е дейността на разума, като понякога аргументът е синоним на мислене.
В специалното си значение понятието за разсъждение се използва за обозначение на анализа с разумните аргументи в подкрепа на съждение, становище или теза, които аргументирани доводи са изложени последователно и систематично, така че да могат да послужат като достатъчно надеждно и адекватно основание за извода по отношение на доказаността на дадена теза спрямо тема или положение.
Разсъждението има ясно определена или дефинирана тема или положение (контекст), спрямо предмета на доказване по логически път. При доказването се вземат предвид всички доводи и аргументи Pro et Contra (от латински юридически) в хода на диалектическото състезание (пр. в юридическия процес).